# Miláček z Paříže
Miláček z Paříže (v originále Monpti) je německý hraný film z roku 1957, který režíroval Helmut Käutner podle vlastního scénáře. Film byl natočen podle románu maďarského spisovatele Gábora von Vaszary. Film popisuje osudy dvou chudých milenců v Paříži.

## Děj
Ingar Vaszary je mladý maďarský malíř žijící v Paříži. Bydlí v levném hotelu v ulici Rue des Bernardins s výhledem na katedrálu Notre-Dame a vydělává si prodejem svých kreseb. Jednoho dne se na lavičce v Lucemburské zahradě seznámí s mladou dívkou Anne-Claire z bohaté rodiny, která ho začne oslovovat Monpti (z francouzského mon petit, miláček). Ihned se do ní zamiluje. Slíbí si, že se zde nazítří nebo pozítří potkají, ale minou se. Jejich příběh se prolíná s párem o něco starších milenců – vdané ženy Nadine a jejího milence, kterému rovněž říká Monpti. Malíř si na květinovém a ptačím trhu koupí malého kačera, kterého pojmenuje Napoleon, aby nebyl sám. S Anne-Claire se opět potká a tráví spolu každý den. Zve ji k sobě do hotelu, procházejí se spolu po nábřeží Quai du Louvre, kde Monptimu uplave jeho kačer po Seině. Anne-Claire Monptimu vypráví o své bohaté rodině a ukáže mu, kde bydlí. Monpti ale zjistí, že Anne-Claire bydlí v omšelém hotelu v Latinské čtvrti jako on. Rozzlobí se, že mu lhala, a ujede od ní taxíkem. Anne-Claire se za ním rozeběhne, ale porazí ji auto, které řídí Nadine. Monpti se za ní vydá do nemocnice, kde mu Anne-Claire řekne, že je velmi chudá a vše si vymyslela, aby ho neztratila. Monpti jí odpustí a slíbí jí, že ji druhý den navštíví. Anne-Claire však druhý den zemře. Monpti, aby nebyl sám, si koupí opět malé káče, které pojmenuje Joséphine.

## Obsazení
| Romy Schneider | Anne-Claire |
| Horst Buchholz | Monpti      |
| Mara Lane      | Nadine      |
| Boy Gobert     | Monpti II   |
| Helmut Käutner | vypravěč    |